# Čírka
Čírka je český rodový název některých druhů vrubozobých ptáků z čeledi kachnovitých. Kachnovité ptáky pojmenované česky jako čírky lze nalézt roztroušené po rodech Anas, Mareca, Marmaronetta, Spatula a Sibirionetta. Kachnovití jsou notoricky náročnou taxonomickou skupinou a řada druhů byla v minulosti přeřazována mezi různými rody, běžné je i povyšování podrodů na rody, čímž dochází ke změně vědeckých a později i běžných jmen. Následkem toho jsou někteří zástupci rodů označováni jako čírky, ale jiní zástupci téhož rodu jinak (mimo jiné jako lžičáci, kachny, hvízdáci aj.). 

## Druhy
V roce 2023 se jako čírky pojmenovávaly následující druhy:
rod Anas
- čírka andská (Anas andium)
- čírka hnědá (Anas aucklandica)
- čírka bělohrdlá (Anas gracilis)
- čírka campbellská (Anas nesiotis)
- čírka karolínská (Anas carolinensis)
- čírka kaštanová (Anas castanea)
- čírka kropenatá (Anas flavirostris)
- čírka černoskvrnná (Anas bernieri)
- čírka novozélandská (Anas chlorotis)
- čírka obecná (Anas crecca)
- čírka popelavá (Anas capensis)
- čírka australasijská (Anas gibberifrons)

rod Mareca
- čírka srpoperá (Mareca falcata)

rod Marmaronetta
- čírka úzkozobá (Marmaronetta angustirostris)

rod Sibirionetta
- čírka sibiřská (Sibirionetta formosa)

rod Spatula
- čírka modrá (Spatula querquedula)
- čírka modrokřídlá (Spatula discors)
- čírka modrozobá (Spatula versicolor)
- čírka andská (Spatula puna)
- čírka skořicová (Spatula cyanoptera)
- čírka hottentotská (Spatula hottentota)